# Callogobius bauchotae
Callogobius bauchotae är en fiskart som beskrevs av Goren, 1979. Callogobius bauchotae ingår i släktet Callogobius och familjen smörbultsfiskar. Inga underarter finns listade.